# Daptonema procerum
Daptonema procerum is een rondwormensoort uit de familie van de Xyalidae. De wetenschappelijke naam van de soort is voor het eerst geldig gepubliceerd in 1951 door Gerlach.